# Cosmisoma martyr
Cosmisoma martyr är en skalbaggsart som beskrevs av Thomson 1860. Cosmisoma martyr ingår i släktet Cosmisoma och familjen långhorningar.
Artens utbredningsområde är:
- Costa Rica.
- Guatemala.
- Nicaragua.
- Panama.

Inga underarter finns listade i Catalogue of Life.